# 武蔵野

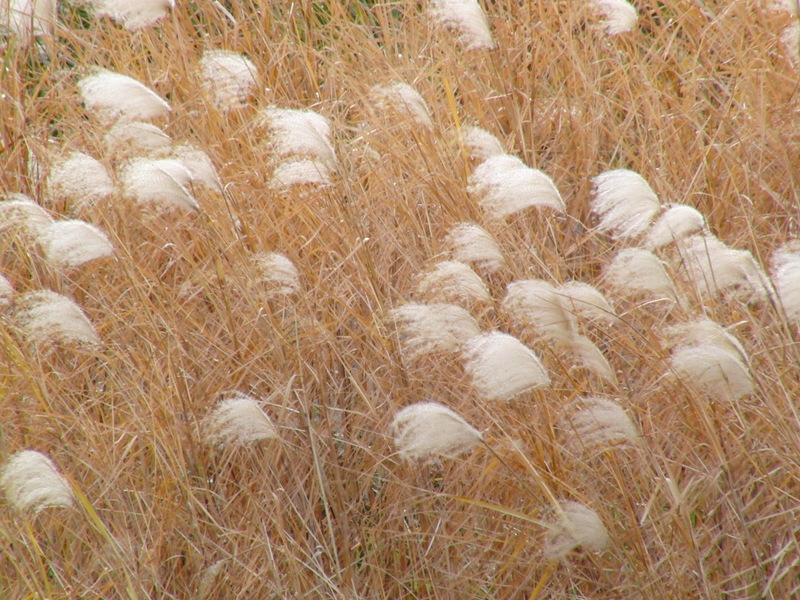
秋枯れの荻。荻は“武蔵野の原野”を代表する植物のひとつであった。

武蔵野（むさしの）は関東の一地域を指す地域名。
「どこまでもつづく原野」として、あるいは「月の名所」として、古来さまざまな文芸作品、美術・工芸作品に題材とインスピレーションを与えてきた。
名称に「武蔵野」を持つ地名、作品、その他については以下に記載。

## 武蔵野の範囲
武蔵野の範囲について明確な定義はないが、広辞苑によれば「荒川以南・多摩川以北で、東京都心までの間に拡がる武蔵野台地」であり、また広義には「武蔵国全部」を指すこともあるとされる。
またたとえば、江戸後期に出版された『江戸名所図会』（後述）は、「南は多摩川、北は荒川、東は隅田川、西は大岳（たいがく）・秩父根を限りとして、多摩、橘樹、都筑、荏原、豊島、足立、新座、高麗、比企、入間等すべて十郡に跨る」と解説している。
1898年（明治31年）に国木田独歩は随筆『武蔵野』を著したが（後述）、この作品は後に広く愛読され、その後の“武蔵野観”に大きな影響を与えることとなった。作中、国木田は友人の言葉として以下のとおり引言し、武蔵野の地理的範囲の再定義を試みている。
この国木田の記述によると、武蔵野の範囲は現在の東京23区西部と北多摩・西多摩、埼玉県川越市以南の中南部、神奈川県川崎市北部のごく一部ということが推測される。山手線の内側は武蔵野台地の端で、ギザギザなため坂が多く山の手と言われている。タウン紙やTV、不動産関係などでは武蔵野、三鷹、小金井、調布、狛江、西東京、東久留米、清瀬の各市を指すことが多い。

## 武蔵野の原イメージ

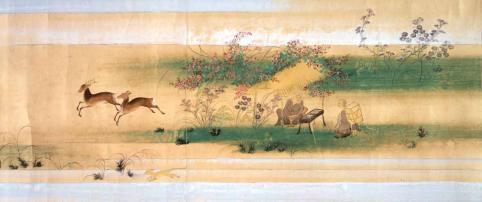
旅すがら武蔵野の奥深く分け入った西行が、人里離れた草原の庵（いおり）にて老僧と出会うワンシーン。『西行物語』に登場するこのエピソードは広く知られ、後々よく引用された。画像は俵屋宗達による『西行物語絵巻』の模写より。

### 万葉集から中世文学まで
人の手が入る以前の武蔵野は照葉樹林であったが、やがて焼畑農業が始まり、その跡地が草原や落葉広葉樹の二次林となり、“牧（まき）”と呼ばれる牧草地に転用されるなどして、平安期頃までには原野の景観が形成されたといわれている。
武蔵野の名の成り立ちは言うまでもなく「武蔵の野」ということだが、元来、武蔵国周辺のいわゆる東人たちが、みずからの住む山野を指して呼んだものであった。
「武蔵野」の名が初めて史料に現れるのは万葉集で、第14巻「東歌」に彼らの詠んだ歌が編まれて残っている。
中世になると多数の歌が武蔵野を題材として詠まれ、なかには後世までたびたび引用されるものもあった。
なお、11世紀に書かれた『更級日記』（菅原孝標女）と14世紀初めの『とはずがたり』（後深草院二条）は、いずれも自叙伝というジャンルのノンフィクションだが、各作中では「馬上の人物が見えないほど」に草の生い茂った土地として武蔵野が描かれており、当時の武蔵野の実態の一端をうかがい知ることができる。
以上のように、中古から中世にかけての日本人がもっていた“武蔵野のイメージ”は、総じて「野草の野原」、のちには「月の美しい、茫漠としてどこまでもつづく原野」といったものであったと言うことができる。

### 江戸時代

花札の別名を「武蔵野」というが、そのイメージを象徴する「芒に月」の札。

江戸開府以降、人口の急増を見込んで、近郊各地の新田開発が旺盛に進められた。
進歩した測量技術と社会資本によって玉川上水や野火止用水が開削され、武蔵野台地上でも農業が可能になった。
こうして進められた開拓によって“原野”は徐々に姿を消し、代わって、田畑、社寺林、屋敷林、街道防風林、雑木林など、今日“武蔵野の自然”と呼ばれているものが人の手によってもたらされていくこととなった。
しかしながら、文芸上に現れる武蔵野のイメージは中世までのそれと変わらず、むしろ失われゆく武蔵野を惜しむものが多かったという。
たとえば前述の『江戸名所図会』は現在の1都3県にまたがり各地の観光地名所を網羅した大部作で、「武蔵野」および関連項目には多くの紙面を割いて解説しているが、そこには次のように書かれている。

武蔵野図屏風（17世紀、サントリー美術館蔵）

江戸時代には、美術の世界でも「武蔵野図」と呼ばれるジャンルの作品が制作された。
とりわけ「武蔵野図屏風」の名で呼ばれる屏風絵は一時流行し、後には定型化した様式をもつに至って、類似の作品が多数つくられた。
茶器や刀装具、調度品などの工芸作品も含め、これらの作品に共通するのは、薄（すすき）をはじめとして桔梗、女郎花、野菊、萩などの秋草、月、東国を表す記号でもある富士山などを題材とし、寂寞とした秋の野を描き出している点であり、前述のような武蔵野のイメージ、美意識の視覚化を試みている。

## 国木田独歩の描いた武蔵野
国木田独歩の『武蔵野』（1898年（明治31年）、発刊当時の作品名は『今の武蔵野』）はその名のとおり武蔵野を主題とし、その風景美と詩趣を描きつくした著名な随筆作品で、後世の“武蔵野のイメージ”の形成に多大な影響を与えている。
国木田は渋谷村の一角に居を置き、みずから毎日のように出かけては東京近郊を逍遥し、そうして過ごした実感体験にもとづいて『武蔵野』を書き上げた。
作中、「昔の武蔵野は萱原のはてなき光景をもつて絶類の美を鳴らしてゐたやうにいひ伝えてあるが、今の武蔵野は林である」とあるが、この「林」とはすなわち、薪炭の供給源としても重要だったいわゆる里山の雑木林のことであり、国木田は都市からそう遠くない、人間の生活圏と自然が入り交じる田園地帯として、新時代の“武蔵野”を描き出そうとした。
彼はまた次のようにも書いて、武蔵野の個性、唯一性を強調している。
国木田は自らの見聞きした田園地帯の情景を描写するために筆をつくした。次の一節には、彼が体感した“どこまでもひろがる武蔵野”の空間性がよく表現されている。
友人が示した“武蔵野の範囲の定義”（前述）に対して、国木田は「自分は以上の所説にすこしの異存もない」と書き添えているが、しかしながら彼自身が強調したのはやはり麦や大根の畑、桑の木畑、楢などの雑木林、欅の目立つ屋敷林、ときに萱原が見渡すかぎりモザイクのように混交してひろがり、ところどころに刻まれた谷戸の底には水田があるという、東京西郊の丘陵地帯に当時ひろがっていた田園風景であった。こうした原風景は、その後の都市化の漸進により徐々に失われ、今は面影を残していない。なお、この丘陵地帯とは、現在では武蔵野台地などとも呼ばれているものである。

## 近現代の武蔵野
雑木林に囲まれた哀愁漂う武蔵野の風景像は国木田以外にも徳富蘆花などの文士によって形成され、国木田の『武蔵野』が教科書に採用されることでその影響力はさらに強固なものとなった。1910年代以降には、新宿の映画館武蔵野館（1920年開業）のように、いろいろな事物で「武蔵野」をキャッチコピーに含ませたり冠にすることが流行し、今日で言う地域ブランドを形成していった。1911年には武蔵野鉄道が開業し、武蔵野の開発と観光化が加速していったが、1921年に寺田寅彦は東武東上線を使って写生旅行を行い、古き良き武蔵野の面影を成増に見出した経験を随筆『写生紀行』で詳細に語っている。
戦後の復興期、東京郊外では①畑地、②山林・原野、③水田の順に宅地化がいっそう進行した。東京緑地計画により戦前に多数買収された農地も、農地改革によりその大半を失った。そのような中でたとえば1960年代に玉川上水・五日市街道ぞいの街道屋敷林やいくつかの丘陵地などが郷土風景の保護を目的として風致地区に指定されるような事例もあったが、全体として都市化・スプロール化の進行は防ぎようもなく、現在では一部の公園や農地、風致地区などの緑地を除けば、市街地が隙間なく東京郊外の武蔵野地域にひろがっている。
いっぽうで、各種燃料・肥料の発達した現代では、薪炭や落ち葉堆肥の確保のために雑木林に入るということがなくなり、特段の意図をもって継続的な手入れを行わないかぎり、雑木林を維持することはできなくなってきている。
現在、東京都や埼玉県下で自然に親しむような取り組みを行う場合に、「武蔵野」をキーワードに行われる場合がある。また「武蔵野の自然」「武蔵野の森」といった言葉が美称として使われることもある。
“武蔵野の原野”の記憶は遠く忘れられて久しいが、国木田の唱えた“武蔵野の雑木林”のイメージはいまでも生きながらえており、そのような植生を再現しようという動きもあるが、しかしながら、本物の“武蔵野特有の雑木林”を実際に目にする機会が失われるにつれて、再現される植栽の樹種などは武蔵野本来の固有性を失い、ごく平凡な二次林と変わらないものに置き換わりつつあるという。

### 里山景観と武蔵野

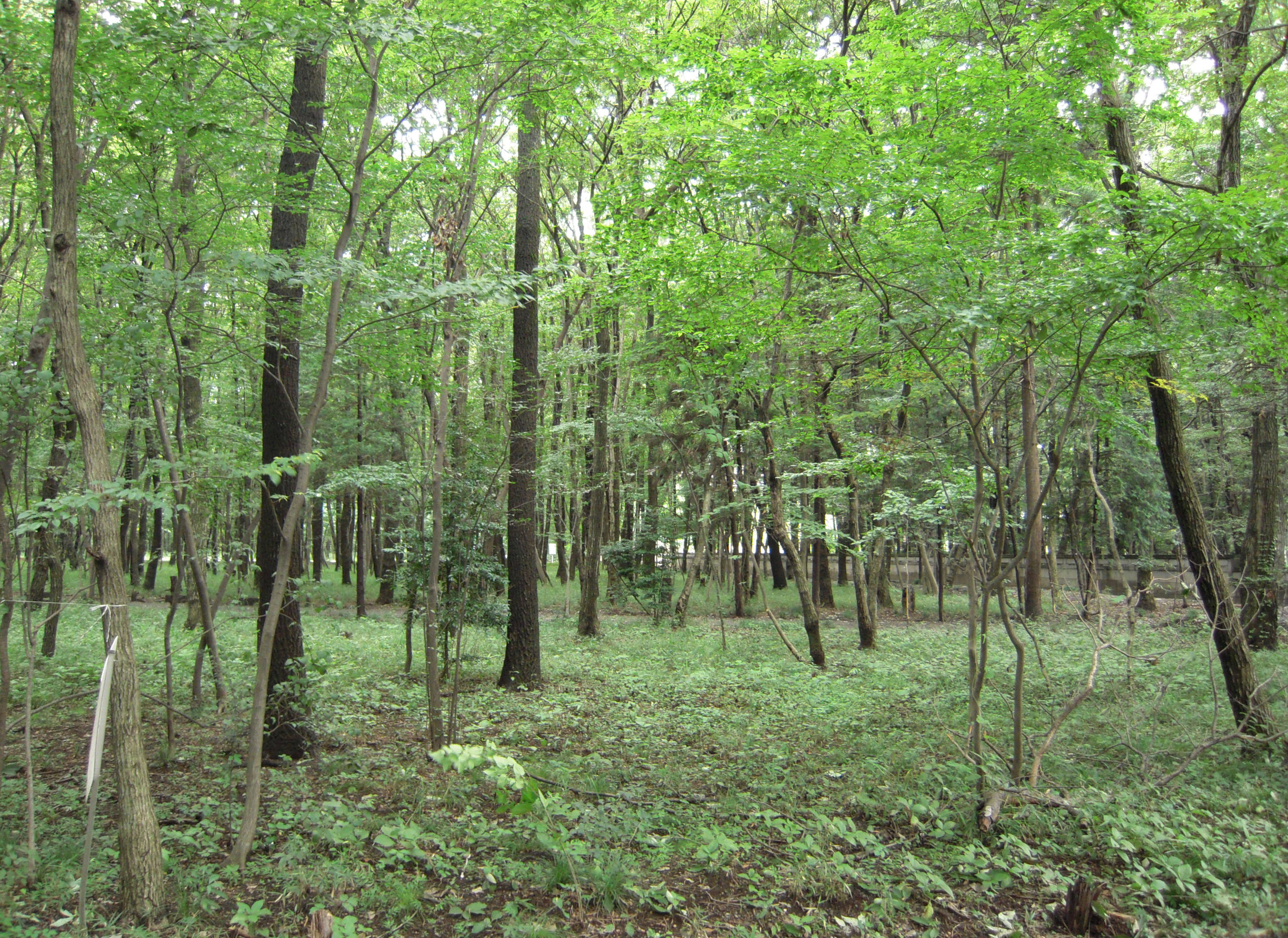
“武蔵野の雑木林”の面影を今に伝える三芳町上富（かみとめ）の平地林。営農サイクルの中で絶え間ない手入れによって維持されている。

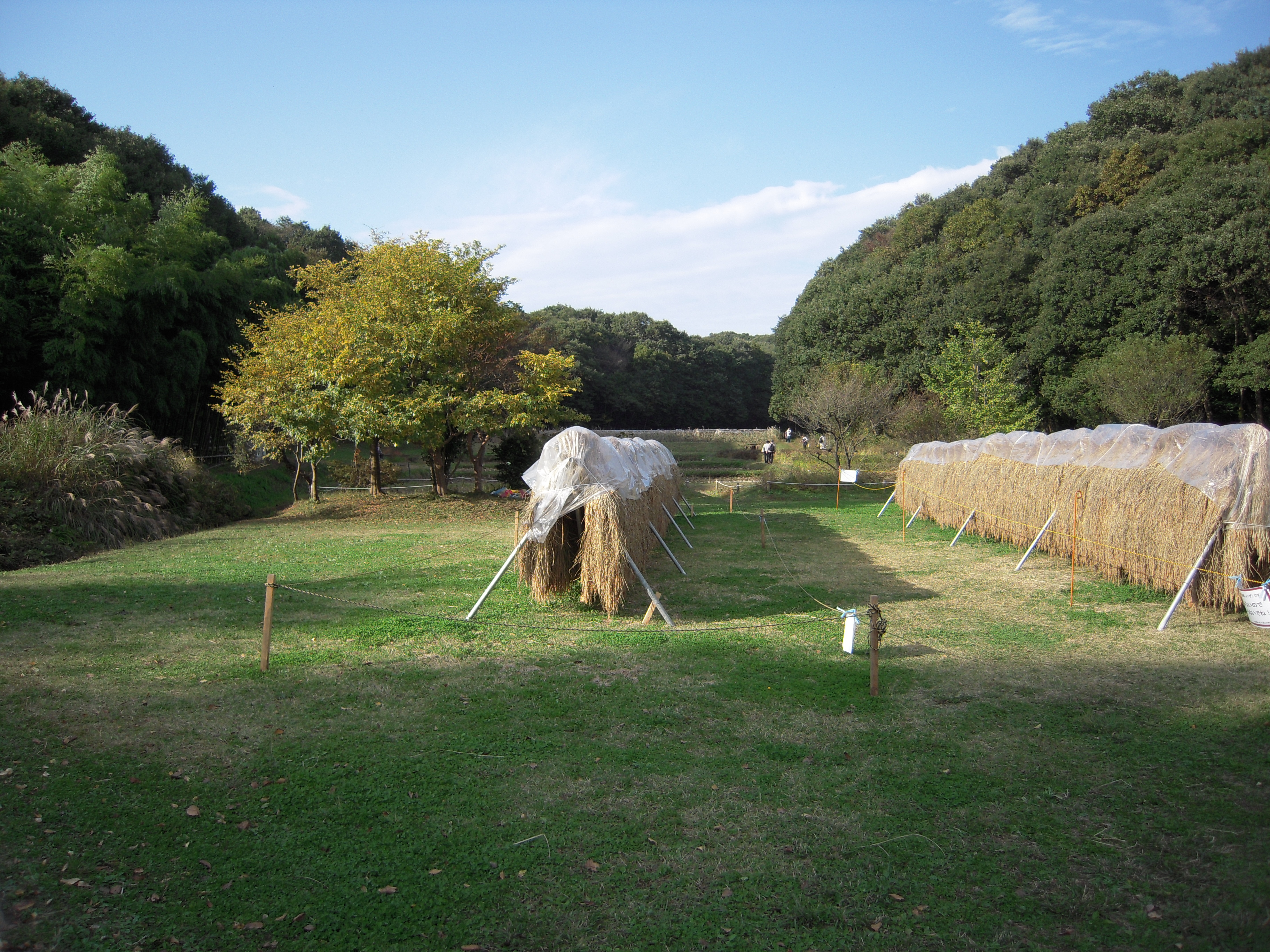
野山北・六道山公園・「里山民家ゾーン」の一角。“山に抱かれた谷戸田”は、現在の武蔵野周辺で見ることのできる里山的景観のひとつの典型である。

#### 埼玉県
埼玉県西南部の武蔵野台地上では、比較的開発が及ばなかったために昔ながらの農村風景をある程度残している地域が存在する。代表的な例として、埼玉県入間郡三芳町の上富（かみとめ）地区（三富新田の一部）が挙げられる。
この地域では、柳沢吉保の命による開拓当時から300年以上続く「屋敷林 - 畑地 - 雑木林」がセットになった土地利用が比較的よく保存されており、1960年代以降工場や配送センターなどの建設による蚕食を受けてきてはいるものの、地元営農家グループや地域の教育委員会などによって、受け継がれてきた生活空間の維持が意識的に取り組まれている。
このほか県下ではナショナルトラスト方式で土地の買い取りをすすめる「トトロの森」やさいたま緑のトラスト協会などの取り組み例もある。また、新座市にある平林寺では、43haにおよぶまとまった境内林が開発を免れ残されていて、「武蔵野の雑木林の面影の残る広大な境内林」であるとして国によって天然記念物に指定されている。
宮崎駿のアニメ作品「となりのトトロ」は丘陵と農地の入り混じった美しい農村風景を描いた作品として知られるが、こうした風景は昭和中期の所沢周辺の農村地域をモデルとして創造されたと言われている。

#### 東京都など
東京都内ではスプロール化はより進行しており、比較的平坦な土地について言えば、まとまった広さの里山景観を見ることはほとんどできない。数ヘクタール以下程度の運よく宅地化を免れた比較的小規模な雑木林や竹林などが保全され、行政の委託を受けたNPOなどが維持管理をしている例は各地にいくつか見られる。
宅地化の進まなかった傾斜地周辺ではまとまった量の緑地が残されてきたケースがあり、国分寺崖線ぞいなどもその一例だが、より広い空間をもつ山すそ地などでは谷戸を中心とした里山づくり・保全がすすめられている例がある。たとえばあきる野市の横沢入、八王子市の堀之内地区(ただここの2カ所は国木田の言うところの『武蔵野』の範囲には含まれない)や、いずれも狭山丘陵に抱かれるさいたま緑の森博物館、野山北・六道山公園など。
また多摩川を南へ渡れば、もともと武蔵野台地よりも起伏が激しく谷戸が多かった（多摩丘陵）関係で、町田市、川崎市、横浜市などでは一定数の谷戸が谷戸田を含む里山景観地として保全されている。
そのほかいくらか珍しい事例として、「昭和30年代の農村風景を再現」しようという昭和記念公園の「こもれびの里」のような取り組みもある。
とはいえ、これらの多くは範囲が狭小だったり、周囲が山地だったりするため、国木田が書き残した武蔵野とはまた別種の景観を呈しているというべきであろう。

## 「武蔵野」の名をもつもの

### 地名
地名に「武蔵野」の名が使われる場合がある。
かつての武蔵国にあたる地域の中で自治体名、住居表示名に「武蔵野」が使われている例は以下のとおり。
- 東京都 武蔵野市
- 東京都 府中市 武蔵台（武蔵台は武蔵野台地の略[22]）
- 東京都 昭島市 武蔵野
- 東京都 福生市 武蔵野台
- 東京都 西多摩郡 瑞穂町 むさし野
- 埼玉県 ふじみ野市 福岡武蔵野 - 旧・上福岡市 武蔵野
- 埼玉県 ふじみ野市 大井武蔵野 - 旧・入間郡 大井町 武蔵野
- 埼玉県 深谷市 武蔵野
- 埼玉県 川越市 むさし野
- 埼玉県 川越市 むさし野南

### 四股名
- 武蔵野和田右エ門 - 宝暦年間（1760年代）の力士。最高位幕下筆頭。
- 戸田川鷲之助 (1758年生) - 天明年間（1780年代）の力士。最高位前頭3枚目。冨士ヶ嶽 → 武蔵野幸内 → 戸田川幾右エ門 → 戸田川鷲之助と改名。
- 武蔵野久五郎 - 文化（1810年代）の力士。最高位幕下9枚目。
- 佐渡ヶ嶽沢右エ門 (1774年生) - 文化・文政年間（1810・20年代）の力士。最高位前頭筆頭。武蔵野初五郎 → 桟シ初五郎 → 桟シ初右エ門 → 佐渡嶽沢右エ門 → 佐渡ヶ嶽沢右エ門と改名。
- 武蔵野門太 - 天保・弘化年間（1840年代）の力士。最高位前頭4枚目。
- 武蔵野弥助 - 安政年間（1850年代）の力士。最高位前頭5枚目。武ノ川弥助 → 武蔵野弥助と改名。
- 武蔵野英之助 - 1880年頃の力士。最高位十両6枚目。
- 1940年代の力士。最高位幕下5枚目。
- 1950年代の力士。最高位序二段47枚目。
- 1960年頃の力士。最高位序二段80枚目。

### その他
「武蔵野」はまた以下の名称にも使われている。

#### 普通名詞
- 「武蔵野うどん」 - 東京都多摩地域と埼玉県西部（かつての武蔵国の入間郡と多摩郡）に伝わるうどんのこと。「手打ちうどん」とも呼ばれる。
- 江戸時代に使われていた図抜けて大きい盃の総称。武蔵野は広大すぎて全てを一望に収めることができない、すなわち「野、見尽くさず」ということから、盃が大きすぎて飲み干すことができない「飲み尽くさず」にかけた語呂合わせであるという。『毛吹草』や『西鶴織留』などに記述がある[23]。

#### 固有名詞、商標など
- 『武蔵野』 - 国木田独歩による随筆作品。また、同作を収めた作品集の標題。 → 上記#国木田独歩の描いた武蔵野を参照。
- 『武蔵野』 - 山田美妙による短編の時代小説。
- 『武蔵野夫人』 - 大岡昇平による恋愛小説。1950年に発表され大ヒットした。国分寺崖線の周辺を舞台としている。
- 「武藏野陵」、「武藏野東陵」 - 昭和天皇、香淳皇后の陵。
- 「武蔵野公園」、「武蔵野の森公園」 - いずれも東京都立の公園。
- 「武蔵野線」 - 武蔵野地域を半環状につなぐ東日本旅客鉄道の鉄道路線。また、「むさしの号」は武蔵野線を経由する列車の愛称。
- 「武蔵野文化協会（旧・武蔵野会）」 - 武蔵野の自然と人文の研究を推奨する団体。
- 「むさし野詩人」 - 1977年にヒットした、野口五郎のシングル曲。
- 「武蔵野」- エレファントカシマシの楽曲。
- 「武蔵野樹林」 - 角川文化振興財団が発行する雑誌。株式会社KADOKAWAが埼玉県所沢市東所沢に「ところざわサクラタウン」と「角川武蔵野ミュージアム」の誕生に伴い、武蔵野をテーマに作られた。現在は、2019年春・夏・秋号が出版されている。また、2020年4月20日に2020春号が発売予定。
- 小惑星(3249) Musashinoは武蔵野にちなんで命名された[24]。

その他企業、法人施設などの名称に「武蔵野」の名を冠することがある。たとえば武蔵野銀行、武蔵野美術大学、武蔵野 (食品製造)、むさしの村など。